# Kuršumlija
Kuršumlija (serbisch-kyrillisch Куршумлија; türkisch Kurşunli) ist eine Kleinstadt im Süden Serbiens (sogenanntes Zentralserbien).
Sie hat 12.866 Einwohner und ist die größte Stadt der gleichnamigen Gemeinde (19.011 Einwohner) im Okrug Toplica. Laut der Volkszählung von 2011 betrachten sich 95 % der Bevölkerung als Serben; Roma machen 1,4 % aus, Montenegriner 0,4 %.
Laut Volkszählung 1921 gab es damals 6303 Einwohner.

## Söhne und Töchter des Ortes
- Momćilo Đokić (1911–1983), Fußballspieler